# Conopias
Conopias là một chi chim trong họ Tyrannidae.